# أشلي (مغنية)
أشلي (بالإنجليزية: Ashley)‏ هي مغنية أمريكية، ولدت في 27 أكتوبر 1975.

## وصلات خارجية
- أشلي على موقع ميوزك برينز (الإنجليزية)
- أشلي على موقع أول ميوزيك (الإنجليزية)
- أشلي على موقع ديسكوغز (الإنجليزية)